# Аяшур
Аяшу́р (рос. Аяшур) — присілок у складі Селтинського району Удмуртії, Росія.

## Населення
Населення — 32 особи (2010; 37 в 2002).
Національний склад станом на 2002 рік:
- удмурти — 86 %

## Урбаноніми[3]
- вулиці — Ахмаровська